# Robert Smeets
Robert Smeets (Sliedrecht, 10 de novembro de 1985) é um ex-tenista profissional australiano. Sua melhor classificação de simples é o N° 146 da ATP, já em duplas foi 109 da ATP. Embora tenha nascido em Sliedrecht na Holanda, Smeets mudou para a Austrália com idade entre 12 anos e tomou residência no país.
Em janeiro de 2008, Smeets foi vice-campeão de duplas do ATP de Adelaide atuando ao lado do compatriota Chris Guccione. Na decisão do torneio, eles perderam para dupla sul-americana formada pelo brasileiro Marcelo Melo e o argentino Martín Alberto García por 2 sets a 1, parciais de 6/3, 3/6 e 10/7, após 1h08min de partida.